# Шахти села Гришине
Усі старі шахти, які працювали у 80-х роках XIX століття - 50-х роках ХХ століття на землях селян Гришиного (зараз - село Покровського району), між Сазоновою балкою і річкою Гришинка, зараз (2017 рік) не функціонують.

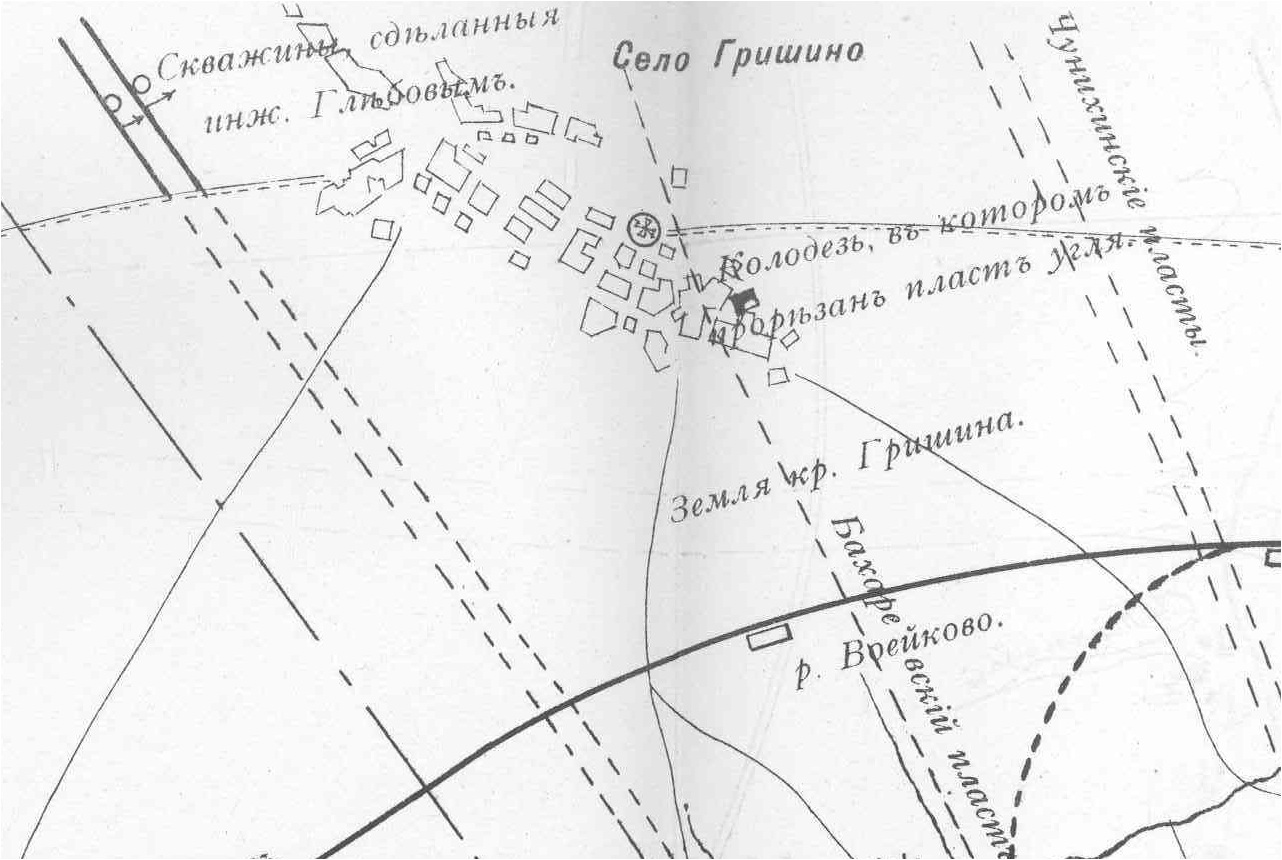
Розвідувальні свердловини інженера Глібова на північний захід від Гришиного

В казенному селі Гришине кам’яне вугілля знайшли на початку 80-х років XIX століття шляхом риття колодязю біля церкви. Оскільки в ті роки будувалася Катерининська залізниця, дехто Фєльштейн (за словами В.А.Домгера), сподіваючись отримати надприбутки від реалізації вугілля шляхом відвантаження його на залізницю, одразу ж засекретив усі відомості про знайдене вугілля. Можливо, мова йде про мешканця села В.Н.Файнштейна, який пов'язаний із розробкою вугілля на Лисій горі (територія поблизу сучасного смт Шевченко Покровського району, що не входила до земель села Гришине).
У 1887 році геологічну розвідку на землях села Гришине вів інженер Глібов, який знайшов два придатні для розробки пласти вугілля в долині річки Гришинка, на північний захід від села (район сучасних Василівки і Мирного Добропільського району). Наприкінці 80-х – на початку 90-х років розвідкою керував професор О.В.Гуров, який знайшов три вугільні пласти на північ від села Гришине (район сучасної Новоолександрівки Добропільського району). Орієнтовно, наприкінці 90-х років XIX століття на Гришинській землі в районі південніше Василівки було відкрито три кустарні шахти, які працювали недовго і були закриті. Їх послідовна розконсервація розпочалася з 1915 року.
У 20-х роках минулого століття в долині річки Гришинка, навпроти хутора Леніна (зараз село Мирне) була відкрита і шахта № 3 «Гришине», яка продержалася в робочому стані найдовше серед згаданих вище копанок. Після Другої Світової війни цій шахті присвоїли номер 49. Тут працювали жителі села Гришине і прилеглих сіл Добропільського району. Шахта підпорядковувалася «Курахіввугіллю», потім – шахті № 19 ім.Т.Г.Шевченка. Вугілля йшло на господарства Добропільського і Межівського районів. Гірничі роботи велися до 1959 року. Залишки відвалів породи шахти № 49 збереглися досі.
Існували дрібні вуглекопальні в районах так званих Гришинських хуторів. У балці Тернова, північніше нині закритої шахти ім.Т.Г.Шевченка, знаходилася Тернова копальня, про яку майже немає достовірних даних. Мабуть, за виключенням того, що у 1889-1890 господарчому році вона відвантажила по станції Гришине (Покровськ) всього 8 вагонів вугілля, по 600 пудів кожний. 
По дореволюційних документах 1910-1915 років є згадки про «копальню Золотарьова». Офіційно підприємство називалося Надєждо-Мар'їнська копальня однойменного товариства (Є.І.Пінчуга і І.А.Золотарьова). Знаходилася вона у Сазоновій балці між селом Надеждине (Сазонова, нині – Котлине) і хутором Мар'їнський. Станом на 1911 рік на двох шахтах цієї копальні працювали 13 осіб, станом на 1913 рік – 15 осіб. Видобувна здатність копальні в 1911 році оцінювалася в 2 млн. пудів, у 1912-1913 роках – лише в 0,5 млн. пудів на рік. Реальний вуглевидобуток за 1913 рік – 104 тис. пудів. У 1914 році шахти Надєждо-Мар'їнського товариства зупинилася. У 1915 році маркшейдер М.В.Пафомов робив перевірку і поповнення планів гірничих робіт на шахтах, в тому числі – Надєждо-Мар'їнського товариства. То ж, остання копальня в 1914 році не закрилася. Додатковим свідченням на користь цієї думки є те, що копальня Золотарьова фігурує у клопотаннях Ради З’їзду гірничопромисловців півдня Росії як така, що потребує рейкових під’їзних шляхів. У 1920 році даний рудник увійшов до складу Гришинського куща, але на цьому свідчення про його роботу обриваються, і подальша доля копальні невідома. В радянських джерелах згадується шахта Пенчука, - імовірно, мова йде про Надєждо-Мар’їнську копальню (Пінчуга). Вона знаходилася поруч із Шевченківським рудником і розробляла пласт f1 «Лисогорівський» потужністю 0,8 м на глибині 30 м.
На землях громади села Гришине в районі хутора Табурний (село Звірове) також працював великий рудник Західно-Донецького кам'яновугільного товариства, який потребує окремого розгляду.